# Grandfather
Grandfather è un villaggio degli Stati Uniti d'America, situato in Carolina del Nord, nella contea di Avery.